# Gabriel Achilier
Gabriel Eduardo Achilier Zurita (ur. 24 marca 1985 w Machali) – ekwadorski piłkarz występujący najczęściej na pozycji prawego obrońcy, obecnie zawodnik Emelecu.

## Kariera klubowa
Achilier pochodzi z piłkarskiej rodziny – profesjonalnym zawodnikiem byli jego ojciec, wuj oraz brat – i grę w piłkę rozpoczynał w małym, trzecioligowym zespole Oro FC ze swojego rodzinnego miasta – Machali. W wieku 18 lat przeszedł do drużyny Deportivo Cuenca, jednak nie potrafił się przebić do seniorskiej ekipy i występował w juniorach klubu. Profesjonalną karierę rozpoczynał w drugoligowym LDU Loja, z którym po sezonie 2004 awansował do najwyższej klasy rozgrywkowej i w 2005 roku zadebiutował w ekwadorskiej Serie A. Szybko wywalczył sobie miejsce w wyjściowej jedenastce, lecz już po roku spadł z LDU z powrotem do drugiej ligi.
Wiosną 2007 Achilier został zawodnikiem Deportivo Azogues, gdzie spędził kolejne dwa lata, jednak nie wywalczył z tym zespołem żadnych sukcesów. Po spadku Azogues do drugiej ligi ekwadorskiej po sezonie 2008, podpisał umowę z drużyną CS Emelec z siedzibą w mieście Guayaquil. W 2009 roku wziął udział w premierowym międzynarodowym turnieju w karierze – Copa Sudamericana, w którym odpadł w 1/8 finału, natomiast rok później wystąpił w pierwszym Copa Libertadores, gdzie jego ekipa zakończyła swój udział już w fazie grupowej. W rozgrywkach 2010 wywalczył z Emelekiem wicemistrzostwo Ekwadoru i rok później powtórzył ten sukces.
| Sezon | Klub              | Kraj    | Rozgrywki | Mecze | Bramki |
| ----- | ----------------- | ------- | --------- | ----- | ------ |
| 2004  | LDU Loja          | Ekwador | Serie B   | 32    | 0      |
| 2005  | LDU Loja          | Ekwador | Serie A   | 31    | 0      |
| 2006  | LDU Loja          | Ekwador | Serie B   | 27    | 1      |
| 2007  | Deportivo Azogues | Ekwador | Serie A   | 39    | 0      |
| 2008  | Deportivo Azogues | Ekwador | Serie A   | 25    | 1      |
| 2009  | CS Emelec         | Ekwador | Serie A   | 28    | 1      |
| 2010  | CS Emelec         | Ekwador | Serie A   | 39    | 0      |
| 2011  | CS Emelec         | Ekwador | Serie A   | 39    | 1      |
| 2012  | CS Emelec         | Ekwador | Serie A   |       |        |

## Kariera reprezentacyjna
W 2005 roku Achilier znalazł się w składzie reprezentacji Ekwadoru U–20 na Młodzieżowe Mistrzostwa Ameryki Południowej, gdzie jego drużyna odpadła już w pierwszej rundzie, nie kwalifikując się na Mistrzostwa Świata U–20 w Holandii.
W seniorskiej reprezentacji Ekwadoru Achilier zadebiutował 26 marca 2008 w wygranym 3:1 meczu towarzyskim z Haiti. W 2011 roku został powołany przez selekcjonera Reinaldo Ruedę na rozgrywany w Argentynie turniej Copa América – wystąpił wówczas w jednym spotkaniu, natomiast Ekwadorczycy nie zdołali wyjść z grupy.